# Contea di Jasper (Georgia)
La contea di Jasper (in inglese Jasper County) è una contea dello Stato della Georgia, negli Stati Uniti. La popolazione al censimento del 2000 era di 11 426 abitanti. Il capoluogo di contea è Monticello.